# اليكسيس سوتو
اليكسيس سوتو (بالإسبانية: Alexis Soto)‏ (20 أكتوبر 1993 الأرجنتين - ) هو لاعب كرة قدم أرجنتيني، شارك في كرة القدم في الألعاب الأولمبية الصيفية 2016.

## روابط خارجية
- اليكسيس سوتو على موقع IMDb (الإنجليزية)
- اليكسيس سوتو على موقع إي إس بي إن إف سي (الإنجليزية)
- اليكسيس سوتو على موقع قاعدة بيانات كرة القدم.إي يو (الإنجليزية)
- اليكسيس سوتو على موقع Soccerway.com (الإنجليزية)
- اليكسيس سوتو على موقع عالم كرة القدم.نت (الإنجليزية)
- اليكسيس سوتو على موقع اللجنة الأولمبية الدولية (الإنجليزية)
- اليكسيس سوتو على موقع أوليمبيديا (الإنجليزية)
- اليكسيس سوتو على موقع اللجنة الأولمبية الأرجنتينية (الإسبانية)
- اليكسيس سوتو على موقع AS.com (الإسبانية)